# Inulin
Inulin ist ein Gemisch von Polysacchariden aus Fructosebausteinen mit einer Kettenlänge bis 100 Monomeren und einem endständigen Glucoserest. Es zählt zu den Fructanen.

## Vorkommen und Entdeckung

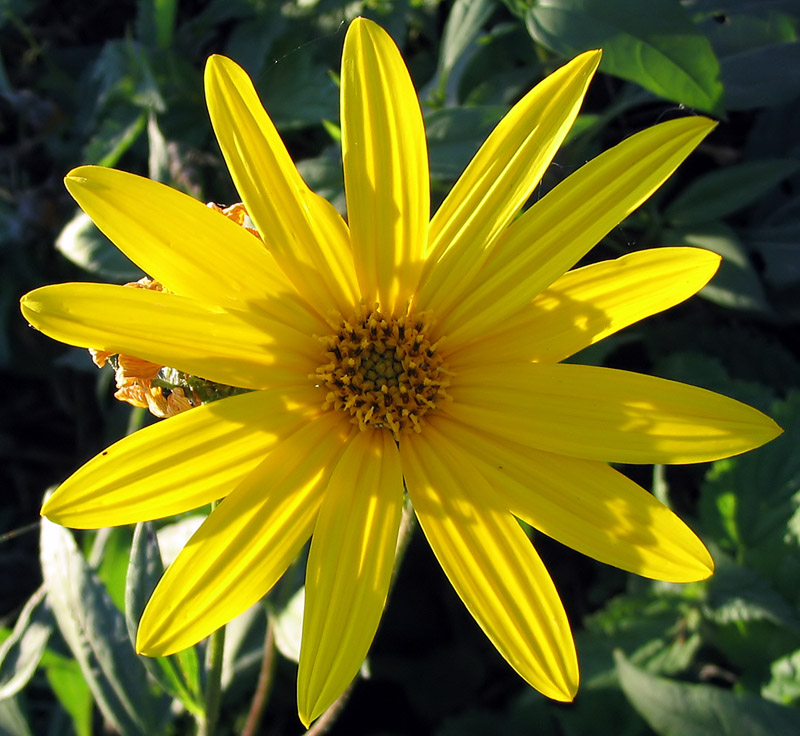
Gelber Blütenstand eines Topinambur (Helianthus tuberosus)

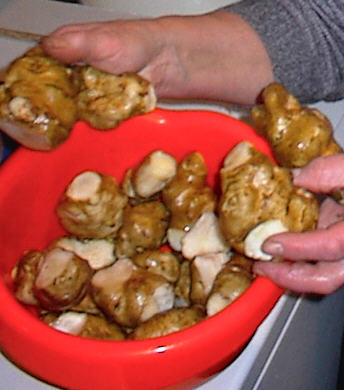
Topinambur-Knollen, aus ihnen wird Inulin gewonnen

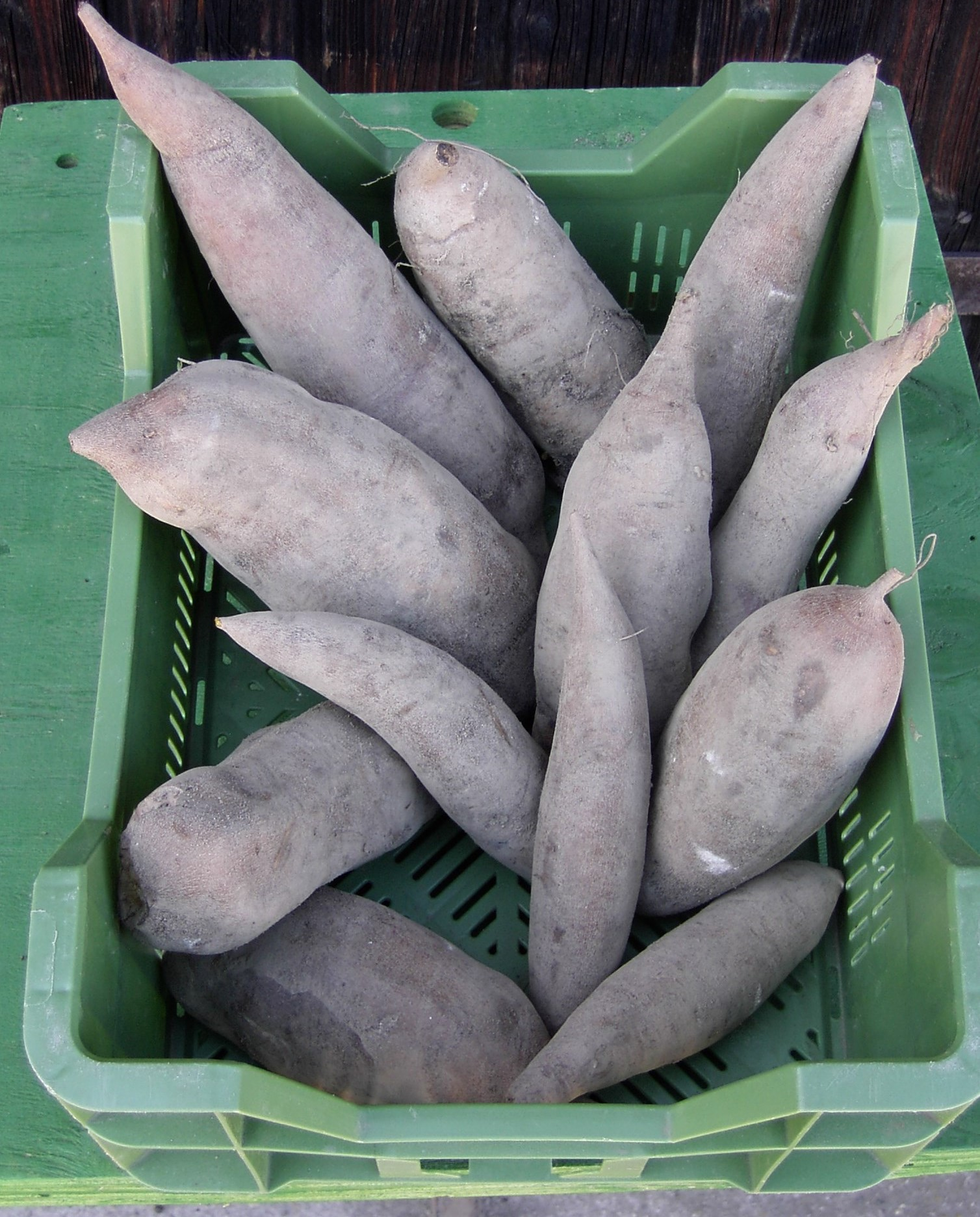
Frische Yaconwurzeln enthalten Inulin

Viele Pflanzen lagern Inulin als Reservestoff ein, insbesondere Arten der Korbblütler und Doldenblütler. Beispiele dafür sind Yacon, Topinambur, Chicorée, Dahlie, Artischocke, Gewöhnlicher Löwenzahn, Schwarzwurzeln, Gemeine Wegwarte und Pastinake. Inulin wurde 1807 von Valentin Rose dem Jüngeren in der Alantenwurzel (Inula helénium L.) entdeckt.

## Verwendung

### In der Ernährung
Inulin ist heutzutage oft Zutat in der Lebensmittelherstellung, beispielsweise in Joghurt als Fettersatz und um den Geschmack, die Textur und das Mundgefühl zu verbessern. In Wurstwaren dient es dazu, den Ballaststoffanteil zu erhöhen. Inulin gehört zu den präbiotischen Nahrungszusatzstoffen. Es dient weiterhin als Grundstoff zur hydrolytischen Herstellung von Fructose und Oligofructose.
Inulin kann von Bifidobakterien und anderen Bakterienarten, wie Vertreter von Roseburia, als Energiequelle verstoffwechselt werden. Damit kann Inulinaufnahme zur selektiven Anreicherung von Bifidobakterien im menschlichen Darm genutzt werden. Die übermäßige Einnahme kann bei Menschen mit einer Darmflora, die eine Ernährung mit einfachen Kohlenhydraten gewöhnt ist, jedoch zu Blähungen führen.
In geringerer Menge spielt Inulin in der Tierernährung eine Rolle als Zusatzstoff.

### In der Medizin
Niedermolekulares Inulin ist in warmem Wasser löslich. Es wird in der physiologischen Forschung zur Bestimmung des extrazellulären Raums eingesetzt, da es leicht in das Interstitium eindringt, nicht jedoch in die Zellen. Die Messung der Inulin-Clearance kann man (statt der üblichen Kreatinin-Clearance) zur exakteren Bestimmung der glomerulären Filtrationsrate (GFR) der Nieren benutzen. Dies ist deshalb möglich, weil Inulin im Glomerulum vollständig filtriert wird, im Nierenkanälchen aber weder sezerniert noch reabsorbiert wird.
Inulin kann in der Therapie der Zuckerkrankheit (Diabetes mellitus) als Stärkeersatz dienen, da es den Blutzuckerspiegel nicht beeinflusst. Inulin wird im Dünndarm nicht resorbiert, da dem Menschen das abbauende Enzym (Inulinase) fehlt. Stattdessen wird es im Dickdarm durch Bakterien (Bifidusbakterien, Bakteroides-Stämme und Eubacteriacae) zu kurzkettigen Fettsäuren fermentativ abgebaut. Durch die erhöhte Säureproduktion sinkt der pH-Wert im Kolon ab. Die dabei gebildeten Gase können bei empfindlichen Menschen (v. a. Reizdarmsyndrom) zu Flatulenzen führen – der einzigen bekannten Nebenwirkung beim Verzehr inulinhaltiger Pflanzenteile, weshalb Inulin auch zu den FODMAPs gerechnet werden sollte. Die u. a. entstehenden Propionate können außerdem als natürlicher Appetitzügler wirken.

## Ausgangsstoff für andere Verbindungen
Beim Rösten von Zichorienwurzeln zur Herstellung von Ersatzkaffee wird Inulin teilweise zu Oxymethylfurfurol umgewandelt, das für das kaffeeähnliche Aroma sorgt.

## Weitere Verwendungen
- Die filtrative Nierenfunktion kann anhand der Inulin-Clearance gemessen werden.